# دلقک‌ماهی بی‌خط
دلقک‌ماهی بی‌خط (نام علمی: Amphiprion akallopisos) نام یک گونه از سرده دواره‌ای‌ها است.